# Sărmașu
Sărmașu (en hongarès Nagysármás) és una ciutat del comtat de Mureș, Transsilvània, Romania, formada per les localitats components Balda, Larga, Moruț, Sărmașu (residència), Sărmășel, Sărmășel-Gară, Titiana i Vișinelu.

## Ubicació
La ciutat de Sărmașu es troba a la plana de Transsilvània, a la intersecció del paral·lel 45° 45' de latitud nord amb el meridià 24 ° 10' de longitud est, a la zona central del país, a la intersecció dels límits administratius dels comtats de Mureș, Cluj i Bistrița Năsăud. El territori de la ciutat és travessada pel riu Paraul de Campie, la carretera comarcal DJ151 Ludus - Sarmas - Cluj-Napoca o Dej, la carretera nacional DN16 Reghin-Cluj.
Sărmașu limita al nord amb la comuna de Budești des del comtat de Bistrița Năsaud, a l'est amb la comuna de Sânpetru de Câmpie, al sud-est amb la comuna Miheșu de Câmpie del comtat de Mureș, a l'oest amb la comuna de Cămărașu i al nord-oest amb la comuna Mociu del comtat de Cluj.

## Geografia
Com a relleu, la ciutat està integrada a la zona de turons baixos amb alçades mitjanes de 380 m, l'alçada màxima al voltant dels 500 m. La composició geològica està representada majoritàriament per txernozems i sòls de color marró vermellós, que permeten una intensa activitat agrícola. La hidrografia està poc representada, el Pârâul de Câmpie no té un cabal considerable, essent quasi sec durant els calorosos estius. Entre les riqueses naturals més importants hi ha les cúpules de gas de la zona.

## Història

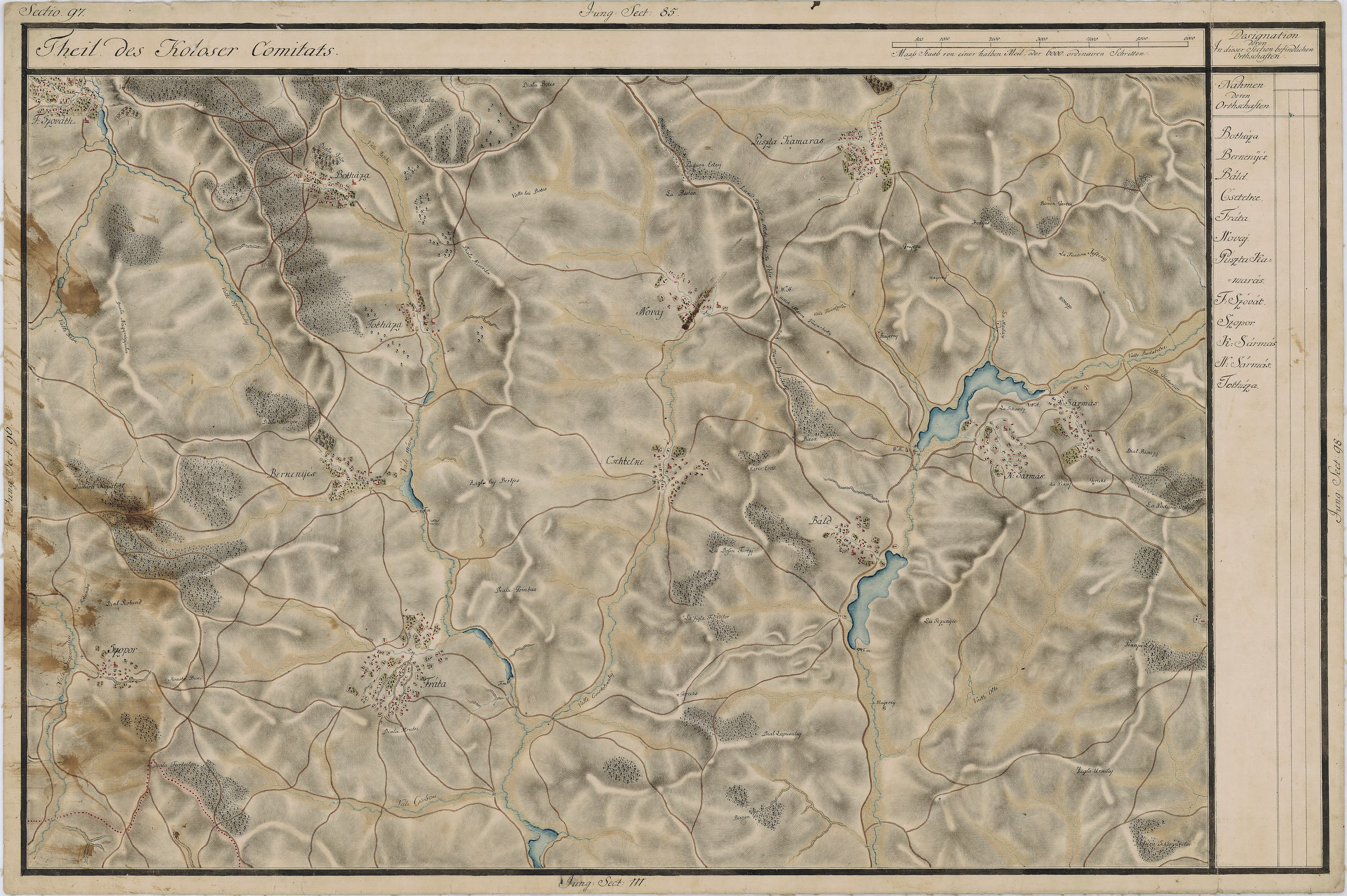
Sărmașu al mapa josefí de Transsilvània com a N: Sármás, 1769-1773

La localitat es documenta per primera vegada el 10 d'abril de 1329, quan Sărmașu s'esmenta amb el nom de Willa Sarmas com una de les possessions del rei hongarès Carol Robert d'Anjou. Tot i això, la ciutat té evidències d'habitació des de la transició al Neolític (2500-1800 aC), materialitzada en ceràmica tipus Coțofeni. La parròquia de la localitat es va completar a l'arxidiòcesi catòlica de Reghin i, segons fonts documentals, el 1332 el rector va ser nomenat Henchmannus Jacobus. El 1348, el rei hongarès Lluís I va fer una donació de patrimoni a la família Swk i va esmentar l'assentament en el context següent: "Terra nobilium de Swk Sarmas vocata".
El 1556 la ciutat va convertir-se a la religió reformada.
El 1785 la família Teleki va portar 34 famílies de camperols romanesos a la seva finca al poble.
Sărmașu va ser testimoni de molts esdeveniments importants de la història de Transsilvània i del país, els habitants estaven presents en els grans esdeveniments de la història i especialment en la Revolució de 1848 quan destacaren Alexandru Bătrâneanu i Vasile Simonis, el primer com a prefecte de la plana de Transsilvània i segon com a tribuna de la mateixa zona dins de l'administració d'Avram Iancu.

### El període del dualisme austrohongarès

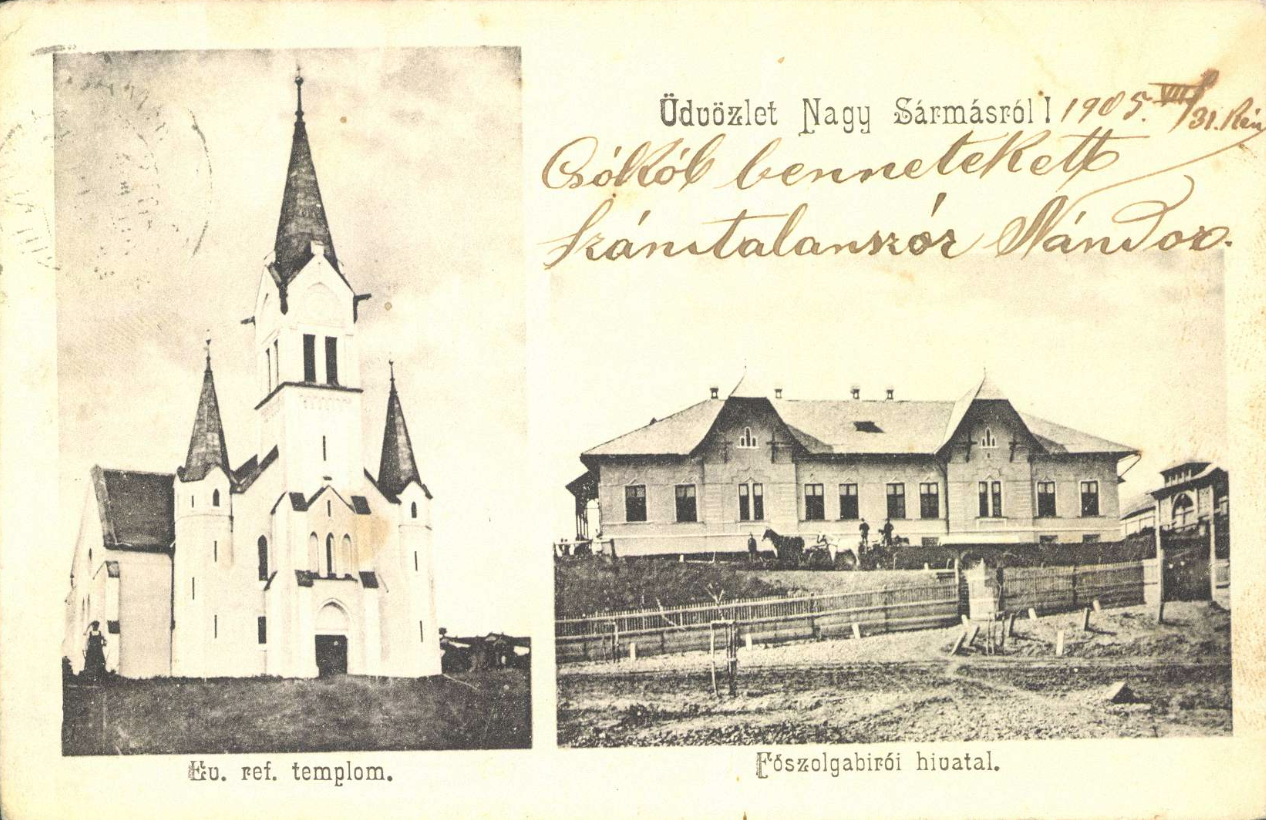
Sărmașu en una postal del 1909

Durant el dualisme, Sărmașu va adquirir un paper cada vegada més important. Entre el 1894 i el 1895 el govern hongarès va comprar terres a la família Teleki per al desenvolupament de les infraestructures. Com a resultat de les inversions, la localitat es va convertir el 1901 en la residència del districte de Sărmașu (en maghiară Nagysármási járás) del comtat de Cluj (en maghiară Kolozs vármegye), i el 1904 va començar a funcionar la primera farmàcia de la zona. També durant aquest període, entre 1901 i 1902, es va construir la nova església reformada segons el projecte del professor Győző Czigler de la Universitat Politècnica de Budapest.
Després de la investigació feta a la zona de Sărmașu-Sărmășel, a través d'un extens programa iniciat i finançat pel govern del Regne d'Hongria, coordinat pel professor de geologia Lajos Lóczy, el 1909 van trobar reserves de gas metà a la sonda "Kissármás 1". Tot i que la investigació tenia com a objectiu determinar la massa de sal al soterrani, l'equip va identificar 860.000 m³ de gas metà, que aleshores era el quart dipòsit més gran del món.

### El període de la Segona Guerra Mundial
Durant la Segona Guerra Mundial, l' assentament va ser testimoni de diversos fets. Després del dictat de Viena del 30 d'agost de 1940, NV Transilvania va passar a l'ocupació hongaresa. Sărmașu roman a Romania, a menys d'una hora a peu de la frontera amb Hongria. Al començament de la guerra, la ciutat tenia una població d'uns 3.200 habitants, dividits gairebé per igual entre romanesos i hongaresos i hi havia uns 200 jueus. El 23 d'agost de 1944, Romania es va posar de costat dels aliats, els exèrcits alemanys i hongaresos van passar a una forta ofensiva contra el nou enemic i van entrar a la plana de Transsilvània a una profunditat d'uns 30-60 km sobre la línia fronterera existent aleshores. El 5 de setembre de 1944, l'exèrcit hongarès va ocupar la comuna. A partir d'aquest moment comença l'opressió contra els jueus i els romanesos aquí. La població hongaresa de la zona que donava suport a la causa d'Hongria, en el desig de recuperar tota Transsilvània juntament amb la guàrdia hongaresa, va començar a robar les cases de jueus i romanesos.

#### La matança de Sărmașu
El 9 de setembre de 1944, l'equip de gendarmes hongaresos va treure de casa tots els jueus de Sărmaș, amb un número 126. Van ser traslladats a un campament improvisat a la localitat, juntament amb diversos altres romanesos que havien ocupat càrrecs importants a l'administració de la comuna. Durant diversos dies, tots van ser sotmesos a un tractament hostil per part dels ocupants. El 15 de setembre de 1944, alguns romanesos van ser alliberats i altres 18 van ser deportats a Hongria. Els deportats van ser traslladats amb camió a Cluj, i aquí van ser alineats a peu, escortats per la policia civil, a la carretera de Jibou i després a Budapest. Un dels deportats i declarats morts va ser el sacerdot greco-catòlic Iuliu Moldovan, pare de l'artista Ovidiu Iuliu Moldovan. El 16 de setembre de 1944, els 126 jueus van ser trets de Sărmașu i assassinats al turó de Suscut, prop de Cămărașu. Aquest tràgic succés es coneix com la massacre de Sărmașu.

### La postguerra
En el període d'entreguerres fou la residència de la xarxa Sărmaș del comtat de Cluj (entreguerres). El 1952, Sărmașu es va convertir en la seu del districte amb el mateix nom al comtat de Cluj fins al 1960, quan la comuna es va arrodonir al districte de Luduș. A la reforma administrativa del 1968, la localitat es va annexionar al comtat de Mureș.
A partir del 30 de setembre de 2003, per la llei núm. 382, l'antiga comuna de Sărmașu va ser elevada al rang de ciutat.

## Demografia i política
Segons el cens realitzat el 2011, la població de Sărmașu ascendeix a 6.942 habitants, respecte al cens anterior del 2002, que és de 7.493 habitants. La majoria dels habitants són romanesos (65,53%). Les principals minories són els hongaresos (21,67%) i els gitanos (10,01%). Per al 2,75% de la població, es desconeix l'ètnia. Des del punt de vista confessional, la majoria dels habitants són ortodoxos (71,49%), però també hi ha minories dels reformats (17,01%), dels adventistes del setè dia (5,56%) i dels grecs catòlics (1,22%). Per al 2,94% de la població, no es coneix l'afiliació confessional.
La ciutat de Sărmașu està administrada per un alcalde i un consell local compost per 15 regidors. L'alcalde, Valer Botezan és un polític independent que ocupa el càrrec des d'octubre del 2020.

## Economia
Sărmașu té una economia agroindustrial, les zones circumdants de la ciutat s'utilitzen per al cultiu de plantes i el pasturatge. La indústria es basa principalment en l'explotació del gas metà i el processament de la fusta. Les cúpules de gas on es troba la localitat han proporcionat a la zona una riquesa inestimable: el gas metà. Sent, segons els especialistes, la més neta en termes de qualitat i contingut de metà, va situar Sărmașu entre les primeres localitats d'Europa on va començar l'explotació industrial del gas metà, el 3 d'abril de 1914. La primera plataforma de perforació data del 6 de febrer de 1908 i actualment està declarada objecte de valor museístic.

## Llocs turístics
- L'església de fusta de Sărmașu (museu d'art religiós).
- Museu de l'Església de Vişinelu.
- Església reformada a Sărmașu, construïda entre 1901 i 1902 en estil neogòtic segons els plans del professor Győző Czigler de la Universitat Politècnica de Budapest
- Museum Probe (el primer pou de perforació de gas metà a Romania).

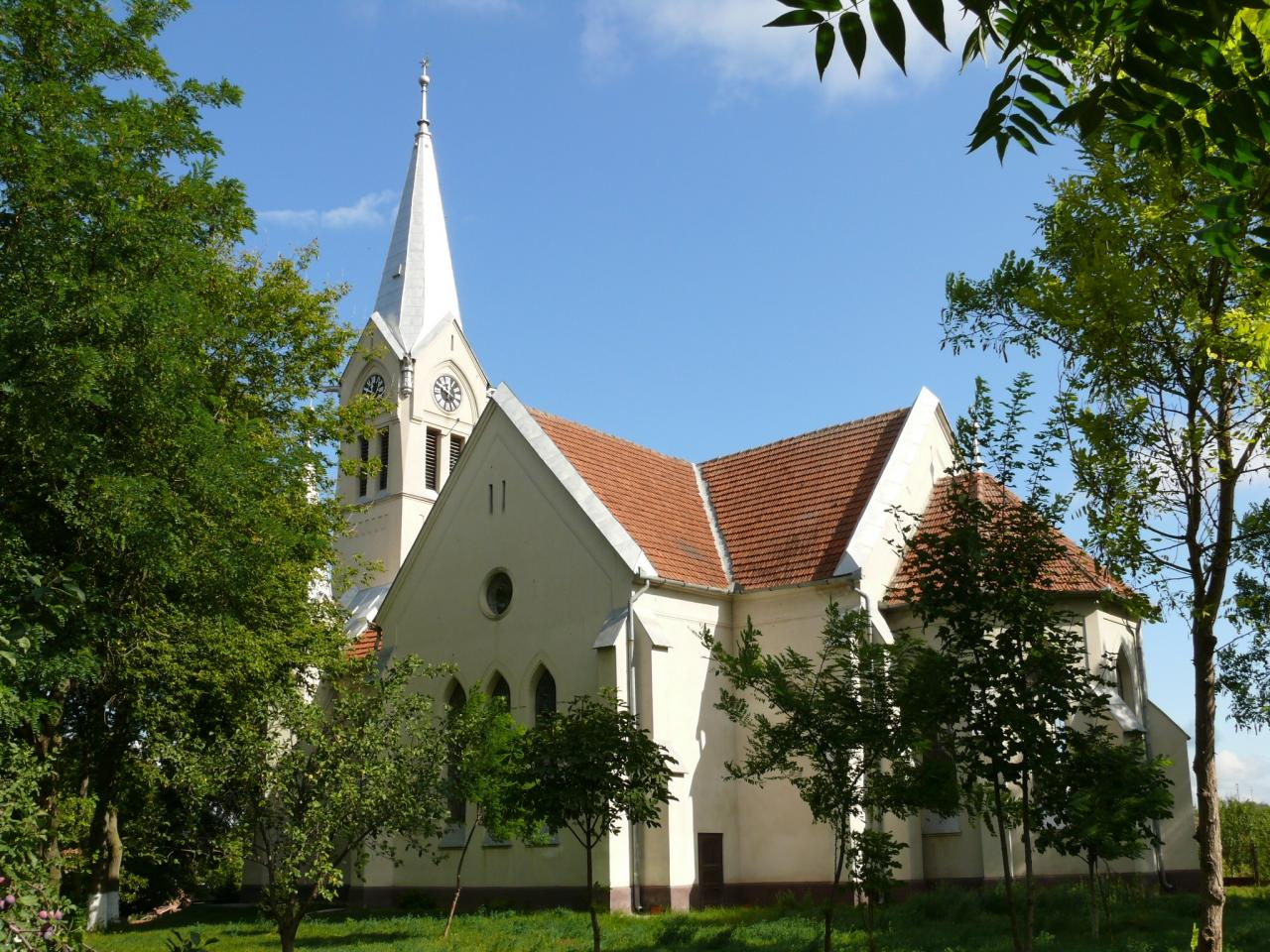
Església reformada d’estil neogòtic

## Objectiu commemoratiu
La fossa comuna dels herois romanesos de la Segona Guerra Mundial es troba a l'extrem nord del cementiri calvinista reformat de la localitat. Es va organitzar el 1944 i té una superfície de 200 metres quadrats. 40 herois romanesos estan enterrats en aquesta fossa comuna.

## Fills il·lustres
- Alexandru Bătrâneanu (1820-1848), prefecte de la plana de Transsilvània, heroi de la revolució transilvana de 1848
- Lajos Csőgör (1904 - 2003), professor universitari, primer rector de la Universitat de Medicina i Farmàcia de Târgu Mureș
- Dezső Demény (1915-1988), psicòleg, professor de la Universitat Bolyai de Cluj
- Anton Doboș (n. 1965), jugador de futbol
- Sándor Teleki (1821-1892), comte, coronel, membre de la cambra alta del Parlament de Transsilvània, que va viure a Sărmașu fins als 10 anys
- Victor Gheorghe Maior (1878 - 1959), delegat a la Gran Assemblea Nacional d'Alba Iulia el 1918
- Ovidiu Iuliu Moldovan (1942-2008), actor
- Liviu Rusu (1901-1985), psicòleg, estètic, investigador i historiador de la literatura
- Vasile Simonis, tribuna de la plana de Transsilvània dins l'administració d'Avram Iancu
- Olga Szűcs (n. 1930), editora, escriptora i traductora
- Costi Cămărășan, fundador de la banda compacta de Cluj